# Stig Håkansson

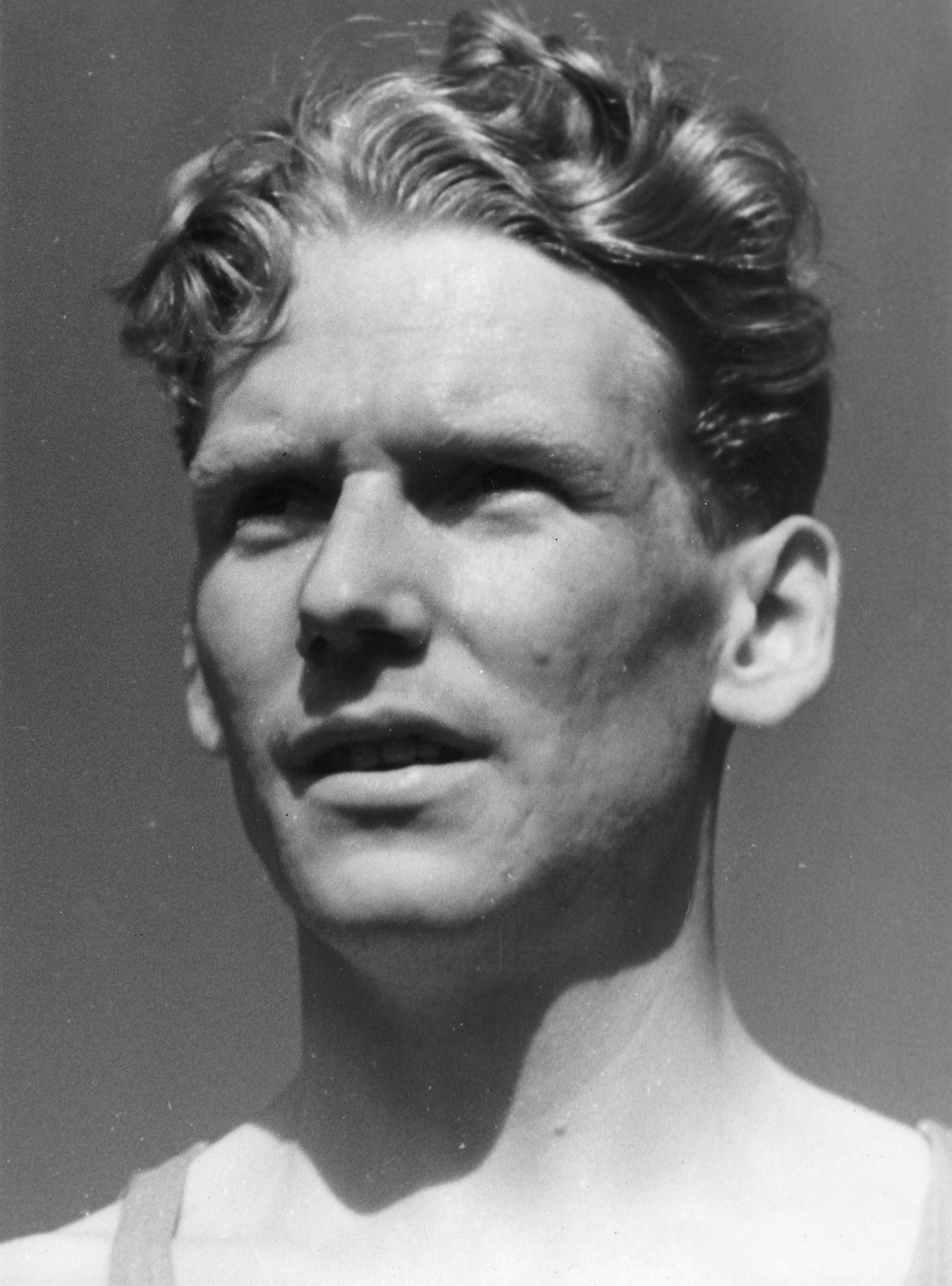
Stig Håkansson in den 1940ern

Stig Håkansson (* 19. Oktober 1918; † 2000) war ein schwedischer Sprinter und Weitspringer.
Bei den Europameisterschaften 1946 in Oslo siegte er zusammen mit Stig Danielsson, Inge Nilsson und Olle Laessker in der 4-mal-100-Meter-Staffel. Über 100 Meter und im Weitsprung wurde er jeweils Fünfter.
Zweimal wurde er Schwedischer Meister über 100 Meter (1944, 1946) und dreimal im Weitsprung (1939, 1944, 1945).
Später wurde er Curler. Er gehörte zu dem schwedischen Team, das bei der Curling-Weltmeisterschaft der Herren 1968 auf den vierten Platz kam.

## Persönliche Bestleistungen
- 100 m: 10,6 s, 1. Oktober 1944, Karlstad
- 200 m: 21,9 s, 17. September 1944, Göteborg
- Weitsprung: 7,50 m, 8. Oktober 1944, Sigtuna